# 拓扑不可区分性
在拓扑学中，拓扑空间X內的两点若有完全相同的鄰域，便稱這兩個點為「拓扑不可区分的」。亦即，設x及y為X內的兩點，A為由所有包含x的鄰域所組成的集合，且B為由所有包含y的鄰域所組成的集合，則x及y為「拓撲不可區分的」若且唯若A = B。
直觀上來說，若X的拓撲無法分辨之中的兩點，即可稱這兩點為拓撲不可區分的。
若X內的兩點不是拓撲不可區分的，則稱這兩點為「拓撲可區分的」。这表示存在只包含两点之中的其中一點的开集（或等价地说，存在只包含两点之中的其中一點的闭集），而这个开集則可以用来使两个点可以區分。T0空间是一個拓撲空間，其中任意兩個相區別的點都是拓扑可区分的。这是分离公理中最弱的一個限制條件。
拓扑不可区分性會在拓扑空间X上定义出一個等价关系。設x和y為X內的兩個点，若x和y為拓撲不可區分的，便標記成x ≡ y；x的等價類則標記為[x]。

## 例子
对T0空间（特别是豪斯多夫空间）而言，拓扑不可区分的概念是沒有意義的，因此若要尋找有趣的例子，必须要在非T0空间中才行。另一方面，由於正则性和正规性並不蕴涵T0，所以可以找到一些有這些性质的例子。事实上，下面给出的例子就几乎都是完全正则的。
- 在不可分空間中，任意两个点都是拓扑不可区分的。
- 在伪度量空间中，两点是拓扑不可区分的，当且仅当在兩點之间的距离為零。
- 在半赋範向量空间中，x ≡ y当且仅当‖x − y‖ = 0。
  - 舉例來說，设L2（R）是一個拓撲空間，由所有从R映射至R的平方可积的可測函數所組成（詳见Lp空间）。则在L2（R）內，函数f及g為拓扑不可区分的，当且仅当兩個函數几乎处处相等。
- 在拓扑群中，x ≡ y，当且仅当x−1y ∈ cl{e}，这里的cl{e}為当然子群的闭包；而其等价类則為cl{e}的陪集（cl{e}总會是個正规子群）。
- 一致空间推广了伪度量空间和拓扑群。在一致空间中，x ≡ y当且仅当有序对 (x, y)属于所有周围（entourage）。所有周围的交集正是用X上拓扑不可区分性來定義的等价关系。
- 设X有关于函数族{\displaystyle \{f_{\alpha }:X\to Y_{\alpha }\}}的初拓撲。X中两个点x和y是拓扑不可区分的，如果{\displaystyle f_{\alpha }}族不区分它们（就是说对所有{\displaystyle \alpha }，{\displaystyle f_{\alpha }(x)=f_{\alpha }(y)}）。
- 给定集合X上的任何等价关系，存在X上的拓扑，它的拓扑不可区分概念一致于这个等价关系。你可以简单选取这个等价关系为这个拓扑的基。这叫做X上的划分拓扑。

## 特殊化预序
在空间X上的拓扑不可区分性可以从在X上的叫做特殊化预序的自然预序来复原。对于X中的点x和y这个预序定义为
x ≤ y 当且仅当x ∈ cl{y}
这里的cl{y}指示{y}的闭包。等价的说，x ≤ y如果x的邻域系统，指示为Nx，被包含在y的邻域系统内：
x ≤ y当且仅当Nx ⊂ Ny。容易看出在X上的这个关系是自反的和传递的，所以定义了预序。但是一般的说，这个预序不是反对称的。实际上，确定自≤的等价关系完全就是拓扑不可区分性的关系：
x ≡ y当且仅当x ≤ y并且y ≤ x。
拓扑空间被称为对称（或R0）的，如果特殊化预序是对称的（就是说x ≤ y蕴涵y ≤ x）。在这种情况下，关系≤和≡是同一的。拓扑不可区分性在这些空间中表现良好并易于理解。注意这类空间包括所有正则空间和完全正则空间。

## 性质

### 等价条件
有很多确定两个点是拓扑不可区分的等价方式。设X是拓扑空间并设x和y是X的点。把x和y的闭包分别指示为cl{x}和cl{y}，并把它们的邻域系统分别指示为Nx和Ny。则下列陈述是等价的：
- x ≡ y
- 对于每个X中的开集U，要么U包含x和y二者要么都不包含
- Nx = Ny
- x ∈ cl{y}并且y ∈ cl{x}
- cl{x} = cl{y}
- x ∈ ∩Ny并且y ∈ ∩Nx
- ∩Nx = ∩Ny
- x ∈ cl{y}并且x ∈ ∩Ny
- x属于包含y的所有开集和所有闭集
- 网或滤子会聚于x当且仅当它会聚于y

这些条件可以在X是对称空间的情况下简化。对于这些空间(特别是正则空间)，下列陈述是等价的：
- x ≡ y
- 对于每个开集U，如果x ∈ U则y ∈ U
- Nx ⊂ Ny
- x ∈ cl{y}
- x ∈ ∩Ny
- x属于包含y的所有闭集
- x属于包含y的所有开集
- 所有会聚于x的网或滤子会聚于y

### 等价类
要讨论x的等价类，為了方便，首先定义x的上闭集合和下闭集合。它们都是关于上述特殊化预序而定义的。
x的下部集合就是{x}的闭包：
{\displaystyle \mathop {\downarrow } x=\{y\in X:y\leq x\}={\textrm {cl}}\{x\}}，而x上部集合是在x的邻域系统的交集：
{\displaystyle \mathop {\uparrow } x=\{y\in X:x\leq y\}=\bigcap {\mathcal {N}}_{x}}。
x的等价类接着给出为交集
{\displaystyle [x]={\mathop {\downarrow } x}\cap {\mathop {\uparrow } x}}。
因为↓x是包含x的所有闭集的交集而↑x是包含x的所有开集的交集，等价类[x]是包含x的所有开集和闭集的交集。
cl{x}和∩Nx二者都包含等价类[x]。一般的说，两个集合都会包含额外的点。但是在对称空间中(特别是在正则空间中)，这三个集合是一致的：
{\displaystyle [x]={\textrm {cl}}\{x\}=\bigcap {\mathcal {N}}_{x}}。一般的说，等价类[x]会是闭集，当且仅当这个空间是对称的。

### 连续函数
设f : X → Y是连续函数。则对于任何X中的x和y有
x ≡ y蕴涵f(x) ≡ f(y)。逆命题一般为假(T0空间有是平凡的商)。逆命题在X有引发自f的初拓扑的条件下为真。更一般的说，如果X有引发自映射族{\displaystyle f_{\alpha }:X\to Y_{\alpha }}的初拓扑则
x ≡ y当且仅当fα(x) ≡ fα(y)对于所有α。可得出在乘积空间中两个元素是拓扑不可区分的，当且仅当每个它们的分量都是拓扑不可区分的。

## 柯尔莫果洛夫商空间
因为拓扑不可分别性是在任何拓扑空间X上的等价关系，我们可以形成商空间KX = X/≡。空间KX被叫做柯爾莫哥洛夫商空間或X的T0同一。事实上，空间KX是T0（就是说所有点都是拓扑可区分的）。此外，通过商映射的特征性质，任何从X到T0空间的连续映射f : X → Y通过商映射q : X → KX而因子化。
尽管商映射q一般不是同胚（因为它一般不是单射），它确实引发在X的拓扑和KX的拓扑之间的双射。直觉上说，柯尔莫果洛夫商不改变一个空间的拓扑。它只將点集精簡化，直到点都成为拓扑可区分的。